# Кравченко, Виктор Филиппович
Кра́вченко Ви́ктор Фили́ппович (родился 5 октября 1939, Харьков) — российский математик и радиофизик, доктор физико-математических наук (1986), Профессор (звание) (1989), заслуженный деятель науки РФ, главный научный сотрудник ИРЭ им. В. А. Котельникова РАН, НТЦ УП РАН, профессор (1989) кафедры высшей математики ФН-1 МГТУ им. Н. Э. Баумана. Специалист в области прикладной математики и информатики, вычислительной математики, цифровой обработки сигналов и изображений, радиофизики.

## Биография
- Родился 5 октября 1939 г. в г. Харькове в семье рабочего. В 1957 г. с серебряной медалью окончил среднюю школу № 53 г. Харькова.
- В 1957 г. работал слесарем-монтажником кафедры теории авиадвигателей Харьковского высшего авиационного военно-инженерного училища.
- В 1963 г. окончил радиофизический факультет Харьковского государственного университета им. А. М. Горького.
- С 1963 по 1964 г. — работал ассистентом на кафедре радиоизмерений ХГУ.
- С 1964 по 1967 г. — аспирант кафедры радиофизики ХИГМАВТ (ныне ХНУРЭ им. М. К. Янгеля), кандидат физико-математических наук (1968).
- С 1969 по 1972 г. — старший преподаватель, доцент кафедры теоретической и математической физики Инженерно-физического факультета ХПИ им. В. И. Ленина.
- С 1972 по 1978 г. — начальник отдела теоретической и математической физики Харьковского государственного НИИ метрологии
- С 1978 по 1982 г. — начальник лаборатории Харьковского приборостроительного завода им. Т. Г. Шевченко.
- С 1982 по 1993 г. — начальника сектора и Ученый секретарь НИИ Точных приборов (г. Москва).
- В 1989 г. решением президиума Бюро федерации космонавтики СССР награжден медалью имени Ю. А. Гагарина.
- С 1993 г. — ведущий научный сотрудник ИРЭ им. В. А. Котельникова РАН.
- С 1996 г. — главный научный сотрудник лаборатории 138, а с 2002 г. — лаборатории 325 ИРЭ им. В. А. Котельникова РАН.
- В 1997 г. награжден медалью «В память 850-летия Москвы».
- В 2002 г. присвоено звание Ветеран труда.
- В 2004 г. избран академиком Академии наук прикладной радиоэлектроники[2].
- В 2005 г. присвоено почетное звание «Заслуженный деятель науки РФ».
- В 2010 г. решением Президиума Центрального Совета РНТОРЭС им. А. С. Попова вручен знак «За заслуги в развитии радиоэлектроники и связи».
- В 2015 г. награждён почетной медалью им. А. С. Попова.
- В 2018 г. присуждена премия академий наук Украины, Беларуси и Молдовы 2017 года.
- С 2018 г. имеет статус IEEE Life Member.

## Научные достижения
Работы посвящены развитию и обобщению метода R-функций (функций В. Л. Рвачева), нашедшего широкое применение при расчете различных физических полей для объектов сложной формы. Кроме того, теория R-функций используется в качестве основного способа описания синтезированной геометрии конструктивно-компоновочных схем космических аппаратов (КА) и её составных частей.
Разработана и внедрена в бортовые и наземные системы специального назначения методология построения математических моделей, алгоритмов, относящихся к вопросам обработки пространственно-временных полей, построению радиотехнических и радиометрических систем для их обработки.
Проведен цикл исследований по влиянию статистически неоднородной среды распространения на качественные показатели измерительных радиосистем, оптимизацию обработки сигналов с учетом этого влияния, обработки физических полей в системах дистанционного зондирования подстилающих поверхностей на основе анализа радиолокационной и радиометрической информации при определении электродинамических параметров, а также пространственных характеристик среды распространения.
Построен и обоснован новый класс WA-систем функций. Предложенный В. Ф. Кравченко новый тип эквивалентных граничных условий позволил существенно расширить круг научных проблем, возникающих при решении краевых задач электродинамики сверхпроводящих структур. Результаты В. Ф. Кравченко по цифровой обработке сигналов используются в задачах моделирования физических процессов в современной гироскопии.
Основные направления исследований: специалист в области системного анализа современных информационных технологий, прикладной математики и информатики, вычислительных методов, цифровой обработки сигналов и изображений, радиофизики. Автор и соавтор 28 монографий, более 900 научных работ, 11 изобретений. Им создана научная школа: подготовлено 11 докторов и 18 кандидатов наук. Автор оригинальных работ по развитию и обобщению метода R-функций, нашедшего широкое применение при расчете различных физических полей для объектов сложной формы. В. Ф. Кравченко разработана и внедрена в бортовые и наземные системы специального назначения методология построения математических моделей, алгоритмов, относящихся к вопросам обработки пространственно-временных полей (ПВП), построению радиотехнических и радиометрических систем для их обработки. Проведен цикл исследований по влиянию статистически неоднородной среды распространения на качественные показатели измерительных радиосистем, оптимизацию обработки сигналов с учетом этого влияния, обработки физических полей в системах дистанционного зондирования подстилающих поверхностей (ПП) на основе анализа радиолокационной и радиометрической информации при определении электродинамических параметров, а также пространственных характеристик среды распространения. Эти результаты изложены в монографиях: «Дистанционное зондирование неоднородных сред». М.: Машиностроение, 1991, «Цифровая обработка сигналов и изображений в радиофизических приложениях». М.: Физматлит, 2007, «Статистическая теория радиотехнических систем дистанционного зондирования и радиолокации». М.: Физматлит, 2008, «Рассеяние радиоволн морем и обнаружение объектов на его фоне». М.: Физматлит, 2015.
Развил и впервые применил математический аппарат атомарных функций (АФ), одним из основоположников теории которых является акад. АН УССР В. Л. Рвачёв,
к построению новых весовых функций (окон) для цифровой обработки сигналов, изображений и радиополей, а также сумел найти решение совместного использования теории АФ и теоретико-числовых методов. Новый гибридный метод является существенным шагом вперед по сравнению с традиционными методами и может рассматриваться в качестве общей теории цифровой обработки. Впервые применил теорию АФ к решению задач физической электроники, анализа и синтеза антенн, включая фрактальные антенны. Полученные результаты изложены в монографиях: «Лекции по теории атомарных функций и некоторым их приложениям». М.: Радиотехника, 2003, «Конструктивные методы аппроксимации в теории антенн». М.: Сайнс-Пресс, 2005, «Алгебра логики, атомарные функции и вейвлеты в физических приложениях» (совм. с В.Л. Рвачёвым). М.: Физматлит, 2006, «Adaptive Digital Processing of Multidimentional Signals with Applications», Moscow: Fizmatlit, 2009, «Bispectral Methods of Signal Processing. Applications in Radar», Telecommunications and Digital Image Restoration. Berlin: Walter de Gruyter, 2015.
Предложен новый тип эквивалентных граничных условий, который позволил существенно расширить круг научных задач, возникающих при решении краевых задач электродинамики сверхпроводящих структур. По данному направлению в течение 1988-2002 гг. им впервые опубликован в журналах ДАН РАН, «Радиотехника и электроника», «Электромагнитные волны и электронные системы», «Радиотехника» оригинальный цикл работ, который не имеет аналогов как в России, так и за рубежом. Результаты отражены в монографии «Электродинамика сверхпроводящих структур. Теория, алгоритмы и методы вычислений». М.: Физматлит, 2006, "Преобразование и излучение электромагнитных волн открытыми резонансными структурами. Моделирование и анализ переходных и установившихся процессов. М.: Физматлит, 2011.
К основным научным достижениям следует отнести:
- впервые решены на основе теории R-функций для областей сложной формы краевые задачи электродинамики, теплопроводности, акустики; исследованы и решены проблемы, связанные с построением координатных последовательностей для основных вариационных и проекционных методов, краевых условий различных типов и областей сложной формы;
- впервые с помощью R-функций созданы автоматизированные системы программирования для решения краевых задач, расчета и оптимизации различных физических полей конструкционно-компоновочных схем космических аппаратов и их составных частей;
- впервые с помощью нового типа эквивалентных граничных условий (задачи третьего рода) решен новый класс внутренних и внешних задач электродинамики сверхпроводящих структур;
- построена теория сверхпроводящих резонаторов, позволившая разработать эффективные методы по уточнению фундаментальной физической константы скорости света;
- исследованы новые физические модели электродинамических и тепловых полей, позволяющие решать задачи радиолокационного и радиотеплового картографирования с помощью космических систем;
- разработаны и обоснованы новые математические методы моделирования физических процессов в задачах дистанционного зондирования Земли;
- впервые, на основе атомарных функций, построена теория цифровой обработки одномерных и многомерных сигналов различной физической природы; установлена связь между теоретико-числовыми методами и теорией атомарных функций; синтезированы новые классы одномерных и многомерных весовых функций (окон);
- впервые на основе атомарных функций обобщены ряды Котельникова, а также рассмотрена теория Стренга-Фикса, полиномы Левитана; построен и обоснован новый класс WA-систем функций;
- впервые решены задачи анализа и синтеза антенн на основе теории атомарных функций;
- впервые предложен новый класс атомарно-фрактальных функций, позволивший построить теорию фрактальных антенных решёток;
- впервые, на основе теории атомарных функций, решены задачи оптимального управления и оптимизации физических параметров широкого класса приборов физической электроники.

## Научно-педагогическая работа
В течение более 30 лет ведет научно-педагогическую работу на кафедре высшей математики ФН-1 МГТУ им. Н. Э. Баумана.
Многие научные результаты В. Ф. Кравченко используются при чтении специальных курсов лекций в МГТУ им. Н. Э. Баумана, МФТИ (ГУ), МГУ им. М. В. Ломоносова и других вузах России, а также Белоруссии и Украины.
Член специализированных докторских ученых советов ИРЭ им. В. А. Котельникова РАН и НТЦ УП РАН.
Подготовил 11 докторов наук и 18 кандидатов наук.

## Издательская деятельность
Основатель и первый главный редактор международных журналов «Электромагнитные волны и электронные системы», «Успехи современной радиоэлектроники».
Основатель и заместитель главного редактора журнала «Физические основы приборостроения». Editor-in-Сhief of the Journal of Measurement Science and Instrumentation (China).

## Общественно-научная деятельность
Член Московского математического общества, Американского математического общества, Пожизненный член Института инженеров электротехники и электроники (IEEE Life Member);
Решением Национальной академии наук Украины,Национальной академии наук Беларуси, Академии наук Молдовы от 1 февраля 2018 г. доктору физико-математических наук, профессору Кравченко Виктору Филипповичу за выдающиеся научные результаты, полученные при выполнении совместных исследований «ИНТЕЛЛЕКТУАЛЬНЫЕ СИСТЕМЫ ВОДОСНАБЖЕНИЯ БУДУЩЕГО НА ОСНОВЕ НОВЫХ ТЕХНОЛОГИЙ» присуждена премия академий наук Украины, Беларуси и Молдовы 2017 года.
Входил в состав оргкомитетов и представлял пленарные доклады на ряде международных и российских конференций (Киев — 1997 г., Харьков — 1998, 2001, 2007, 2010 гг., Севастополь — 2000, 2003, 2005, 2006, 2010 гг., Дубна — 1998, 2000 гг., Канада — 1998, 2003—2008 гг., ЮАР — 1998 г., Мексика — 2001, 2002, 2005 гг., Суздаль — 2005, 2007, 2009, 2011—2018 гг., Москва — 2019 и др.).
Организатор и председатель заседаний специальных секций по R-функциям и атомарным функциям на международных научных конференциях (Россия, Украина, Канада, ЮАР, Мексика). В 2001, 2002 и 2005 гг. в Мексике под научным руководством В.Ф. Кравченко впервые были проведены три международных семинара по математическому моделированию физических процессов в неоднородных средах.

## Публикации
Кравченко В. Ф. — автор и соавтор более 900 научных работ, 11 изобретений и 28 монографий:
1. Кравченко В. Ф. Спецтема. Монография // Изд-во МО СССР. 1982.
2. Кравченко В. Ф. Спецтема. Монография // Изд-во МО СССР. 1983.
3. Гончаренко А. А., Кравченко В. Ф., Пономарёв В. И. Дистанционное зондирование неоднородных сред. — М.: Машиностроение, 1991.
4. Кравченко В. Ф., Пустовойт В. И., Тимошенко В. В. Метод увеличения спектральной разрешающей способности акустооптических спектрометров, Доклады Академии наук, 1996, т. 351, № 5, с.618.
5. Зелкин Е. Г., Кравченко В. Ф. «Современные методы аппроксимации в теории антенн. Книга 1. Задачи синтеза антенн и новые методы их решения». — М.: Радиотехника, 2002.
6. Зелкин Е. Г., Кравченко В. Ф. Современные методы аппроксимации в теории антенн. Книга 2. Синтез антенн на основе атомарных функций. — М.: Радиотехника, 2003.
7. Кравченко В. Ф., Масюк В. М. Современные методы аппроксимации в теории антенн. Книга 3. Новый класс фрактальных функций в задачах анализа и синтеза антенн. — М.: Радиотехника, 2002.
8. Кравченко В. Ф. Лекции по теории атомарных функций и некоторым их приложениям. — М.: Радиотехника, 2003.
9. Кравченко В. Ф., Басараб М. А. Булева алгебра и методы аппроксимации в краевых задачах электродинамики. Под ред. В. Ф. Кравченко. — М.: Физматлит, 2004.
10. Басараб М. А., Зелкин Е. Г., Кравченко В. Ф., Яковлев В. П. Цифровая обработка сигналов на основе теоремы Уиттекера—Котельникова—Шеннона. — М.: Радиотехника, 2004.
11. Зелкин Е. Г., Кравченко В. Ф., Гусевский В. И. Конструктивные методы аппроксимации в теории антенн. — М.: Сайнс-Пресс, 2005.
12. Басараб М. А., Кравченко В. Ф., Матвеев В. А. «Математическое моделирование физических процессов в гироскопии». — М.: Радиотехника, 2005.
13. Татаренко Н. И., Кравченко В. Ф. Автоэмиссионные наноструктуры и приборы на их основе (недоступная ссылка). — М.: Физматлит, 2006.
14. Кравченко В. Ф., Несененко Г. А., Пустовойт В. И. Асимптотики Пуанкаре решений нелинейных сингулярно возмущённых задач нестационарного тепло- и массопереноса. — М.: Физматлит, 2006.
15. Кравченко В. Ф. Электродинамика сверхпроводящих структур. Теория, алгоритмы и методы вычислений. — М.: Физматлит, 2006.
16. Кравченко В. Ф., Рвачёв В. Л. Алгебра логики, атомарные функции и вейвлеты в физических приложениях. — М.: Физматлит, 2006.
17. Цифровая обработка сигналов и изображений в радиофизических приложениях (недоступная ссылка) / Под ред. В. Ф. Кравченко. — М.: Физматлит, 2007.
18. Басараб М. А., Кравченко В. Ф., Матвеев В. А. Методы моделирования и цифровой обработки сигналов в гироскопии. — М.: Физматлит, 2008.
19. Волосюк В. К., Кравченко В. Ф. Статистическая теория радиотехнических систем дистанционного зондирования и радиолокации. — М.: Физматлит, 2008.
20. Кравченко В. Ф., Лабунько О. С., Лерер А. М., Синявский Г. П. Вычислительные методы в современной радиофизике / Под ред. В. Ф. Кравченко. — М.: Физматлит, 2009.
21. Дорошенко В. А., Кравченко В. Ф. Дифракция электромагнитных волн на незамкнутых конических структурах / Под. ред. В. Ф. Кравченко. — М.: Физматлит, 2009.
22. Методы нелинейной динамики и теории хаоса в задачах электроники сверхвысоких частот. В 2 т. Т.1. Стационарные процессы. Глава 1. Гирорезонансные приборы: принцип действия, нелинейная теория, достижения и перспективы. / В. Ф. Кравченко, А. А. Кураев, Д. И. Трубецков, А. Е. Храмов. Под ред. А. А. Кураева, Д. И. Трубецкова. — М.: Физматлит, с.5-81, 2009.
23. Kravchenko, V. F., Perez-Meana, H. M., Ponomaryov, V. I. Adaptive Digital Processing of Multidimentional Signals with Applications. — Moscow, Fizmatlit, 2009.
24. Кравченко В. Ф., Сиренко Ю. К., Сиренко К. Ю. Преобразование и излучение электромагнитных волн открытыми резонансными структурами. Моделирование и анализ переходных и установившихся процессов. — М.: Физматлит, 2011.
25. Totsky, A.V., Zelensky, A.A., Kravchenko, V.F. Bispectral Methods of Signal Processing. Applications in Radar, Telecommunications and Digital Image Restoration. Berlin: Walter de Gruyter, 2015.
26. Кравченко В. Ф., Луценко И. В., Луценко В. И. Рассеяние радиоволн морем и обнаружение объектов на его фоне. — М.: Физматлит, 2015. ISBN 978-5-9221-1613-8
27. Кравченко В. Ф., Чуриков Д. В. Цифровая обработка сигналов атомарными функциями и вейвлетами. — М.: Техносфера, 2018. 182с. ISBN 978-5-94836-506-0
28. Кравченко В. Ф., Кравченко О. В. Конструктивные методы алгебры логики, атомарных функций, вейвлетов, фракталов в задачах физики и техники[4]. — М.: Техносфера, 2018. 696с. ISBN 978-5-94836-518-3
29. Кравченко В. Ф., Чуриков Д. В. Цифровая обработка сигналов атомарными функциями и вейвлетами[5]. — М.: Техносфера, 2019. Дополнительный тираж. 182с. ISBN 978-5-94836-506-0